# Arsínoe (Etolia)
Arsínoe (en griego, Ἀρσινόη), antes llamada Conope (Κωνώπη), es el nombre de una antigua ciudad griega de Etolia.
Estrabón dice que la ciudad fue fundada por Arsínoe, esposa y hermana de Ptolomeo II y que anteriormente había sido una aldea llamada Conope. El geógrafo destaca la favorable situación de la ciudad puesto que estaba en un sitio por el que se podía cruzar el río Aqueloo.
En sus proximidades se desarrolló un enfrentamiento entre las tropas de Filipo V de Macedonia y las de la Liga Etolia en el año 219 a. C. en el que estos últimos intentaron que los macedonios no pudiera cruzar el río. Cuando los macedonios lo lograron, los etolios se retiraron a sus ciudades.
Estaba en el lugar donde se encuentra actualmente la localidad de Angelokastro.